# Палаццо Морозини-Сагредо
Палаццо Морозини-Сагредо (итал. Palazzo Morosini Sagredo) или Ка-Сагредо (итал. Ca' Sagredo) — дворец в Венеции, расположенный в квартале Каннареджо с видом на Гранд-канал, напротив Ка-Фоскари. Слева от него находится Палаццо Джустиниан-Пезаро. Построен в XIV веке в стиле византийской готики. 

## История
Дворец первоначально принадлежал семье Морозини (точная дата постройки неизвестна). Затем в 1661 году был приобретен послом Николо Сагредо, который впоследствии стал дожем Венеции (1675–1674). 
В своей работе «Диалог о двух системах мира» Галилей беседует в этом дворце со своим близким другом, математиком Джованни Франческо Сагредо. В то время как другие источники указывают, что дворец был куплен его племянником Заккарией в 1704-1714 годах, последняя дата помешала бы беседе между Галилео и Джованни Франческо Сагредо в этом дворце.
В XVIII веке дворец был перестроен под руководством венецианского архитектора Томмазо Теманца.

## Галерея (интерьер)

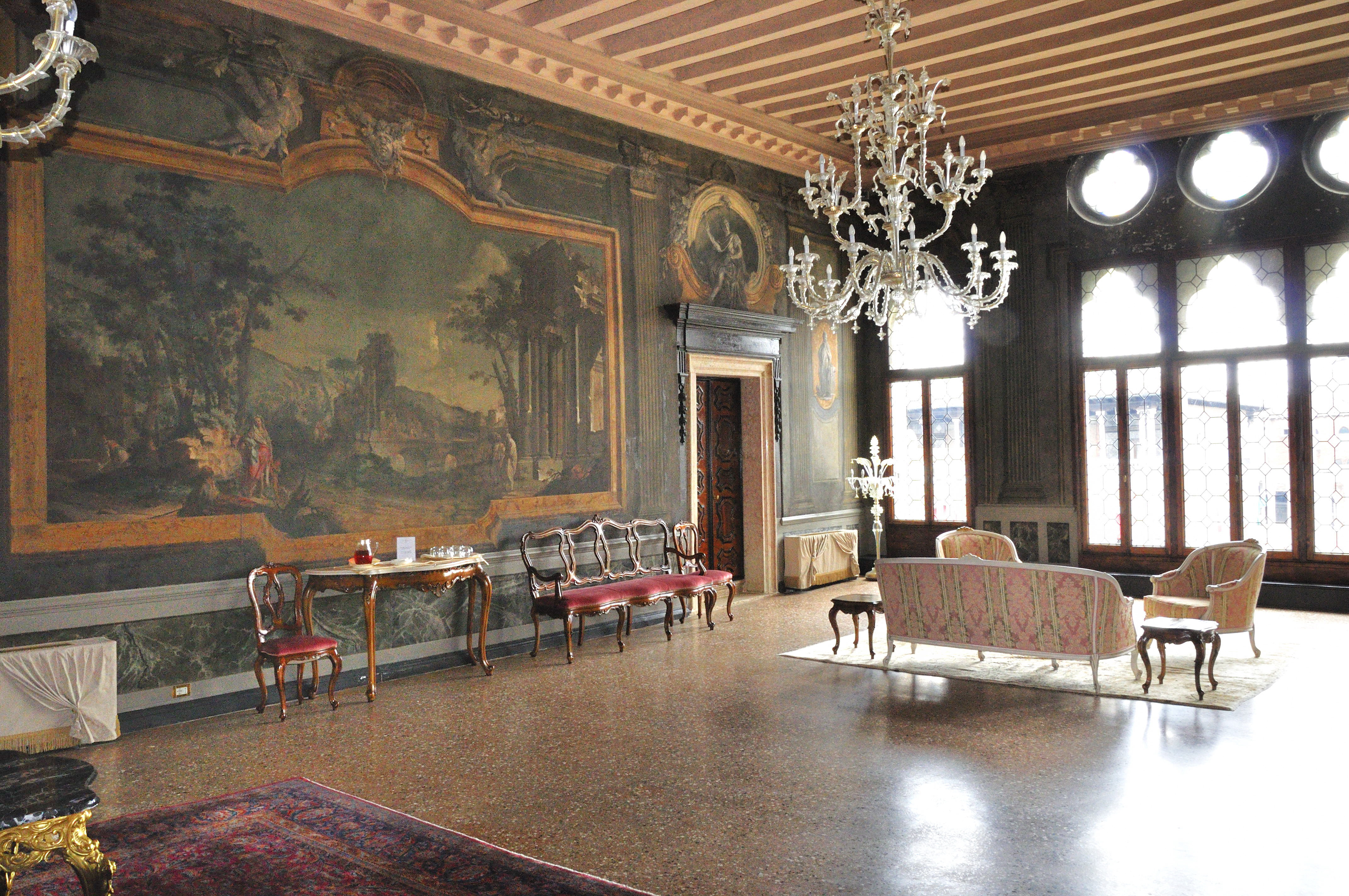
Salone da ricevimento
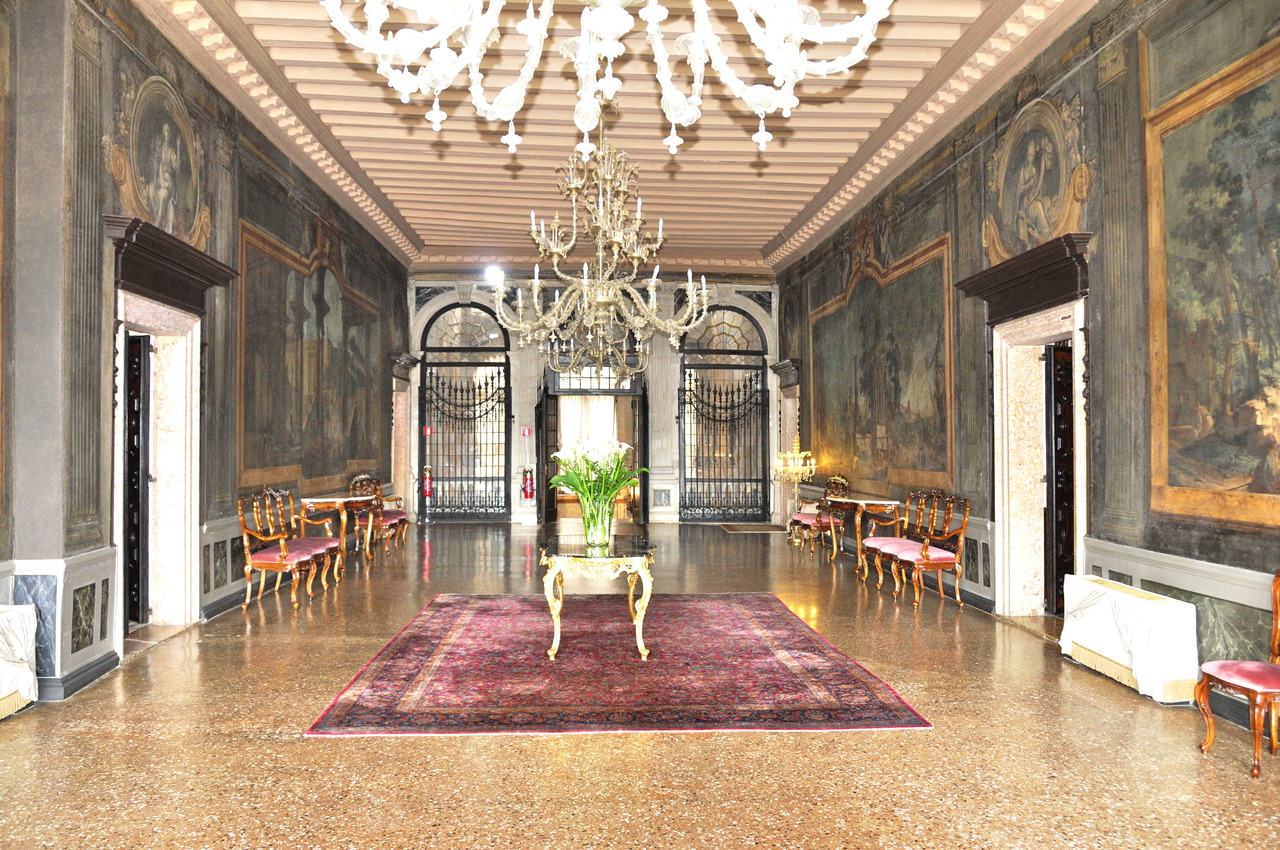
Salone da ricevimento
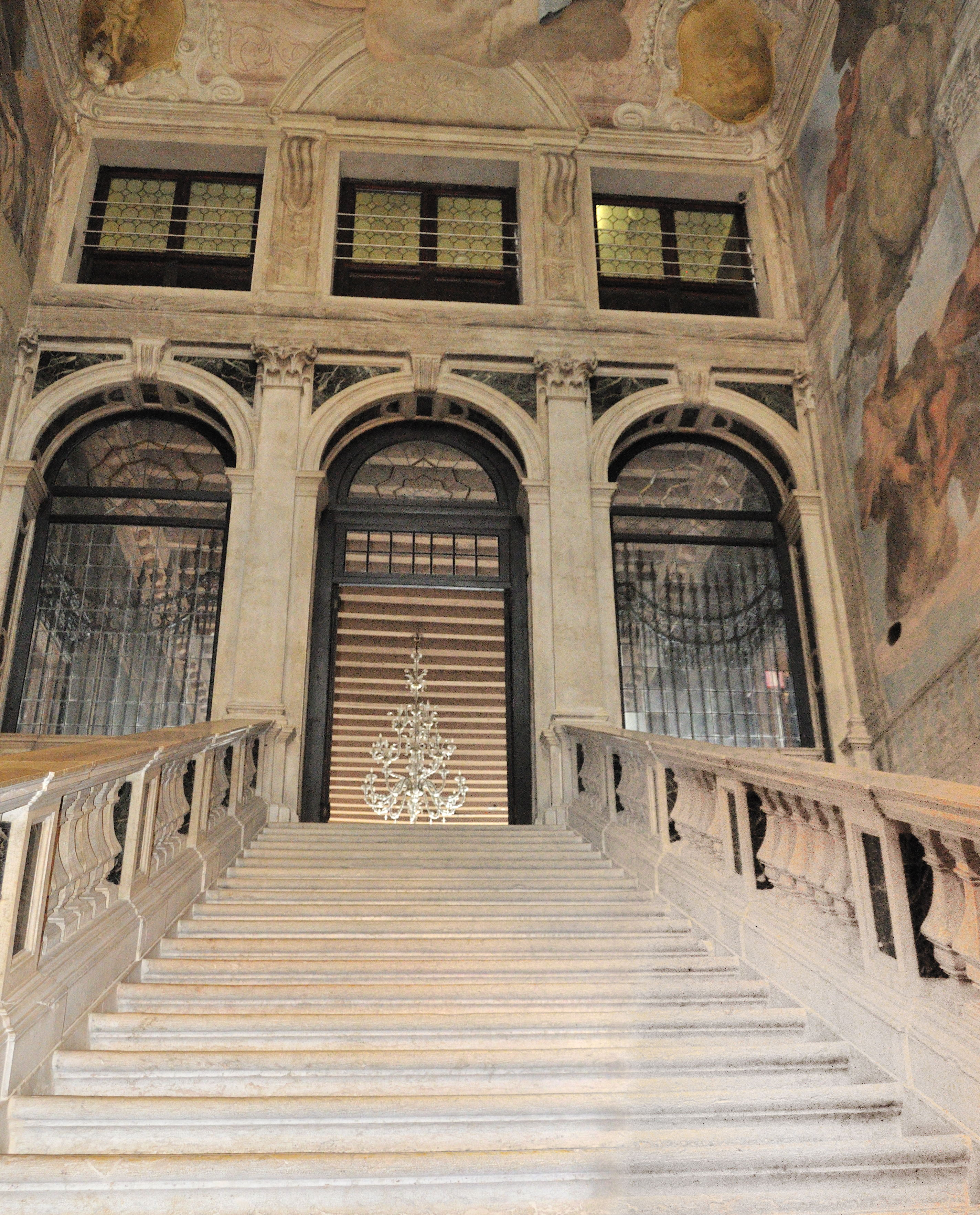
Scalone del Tirali
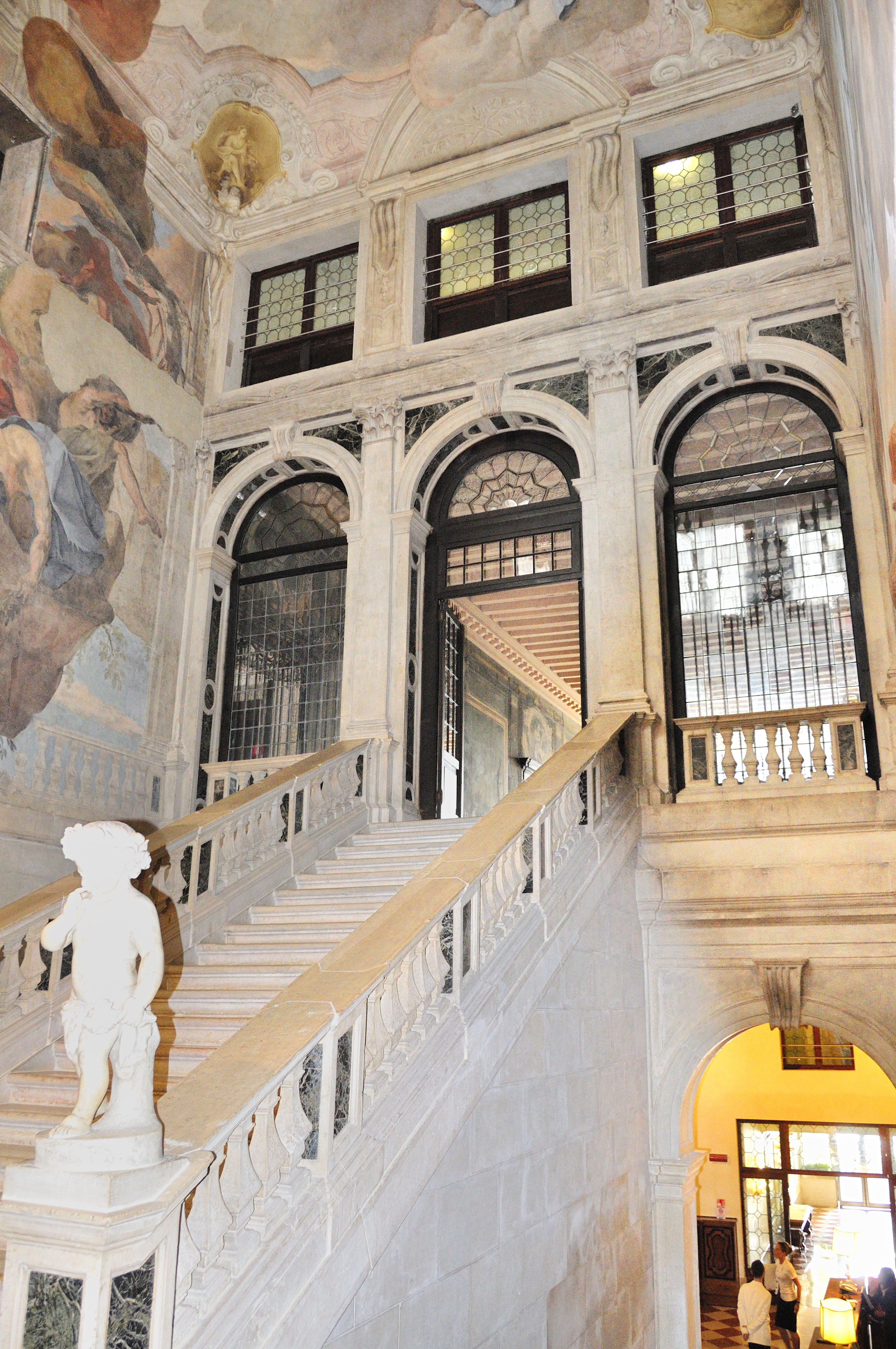
Scalone del Tirali